# Şebnem Ferah
Şebnem Ferah est une chanteuse de rock turc née le 12 avril 1972 à Yalova en Turquie. Elle était la chanteuse du groupe féminin Volvox jusqu'en 1994 avant de poursuivre une brillante carrière solo. Son style musical varie de la pop rock au hard rock.

## Enfance et premiers pas dans la musique
Şebnem est née le 12 avril 1972 à Yalova en Turquie. Elle est la plus jeune d'une famille de trois filles. Ses parents sont originaires de Skopje, en République de Macédoine. Elle a appris le solfège dès l'âge de 5 ans avec son père, professeur de musique. Elle a grandi dans un environnement musical omniprésent en écoutant les chansons populaires de Roumélie que son père jouait au bağlama, à la mandoline et au piano.
Elle a appris la mandoline au primaire et fut soliste dans l'orchestre de son école. Au cours de sa deuxième année au lycée privé Namik Sözeri de Bursa, elle loue un studio avec ses amies et forme le groupe Pegasus qui montera pour la première fois sur scène lors du festival rock de Bursa en 1987. Peu après, le groupe se sépara. En 1988, avec quatre amies, elle forma le groupe Volvox. En 1998, elle devient la voix chantée d'Ariel dans La Petite Sirène.
Elle emménage à Ankara avec sa sœur pour étudier l'économie. À l'Université, elle fait la rencontre d'Özlem Tekin et la convainc de rejoindre Volvox. Cependant, le groupe ne peut pas jouer ensemble pendant un an et demi ni même répéter du fait que les autres membres vivent à Istanbul. Durant sa deuxième année à l'université, Şebnem abandonne l'idée de devenir économiste et va s'installer à Istanbul.
Elle s'inscrit à la faculté d'Anglais et de Littérature de l'Université d'Istanbul. Elle se produit dans des bars pendant deux ans avec Volvox avant que la formation se sépare en 1994.
Un important changement intervient dans la carrière de Şebnem Ferah quand un des morceaux de Volvox est diffusé par la TRT (Radio-télévision de Turquie). Elle est remarquée par deux figures importantes du paysage musical en Turquie, Onno Tunç et Sezen Aksu qui l'engagent en tant que choriste.

## Carrière

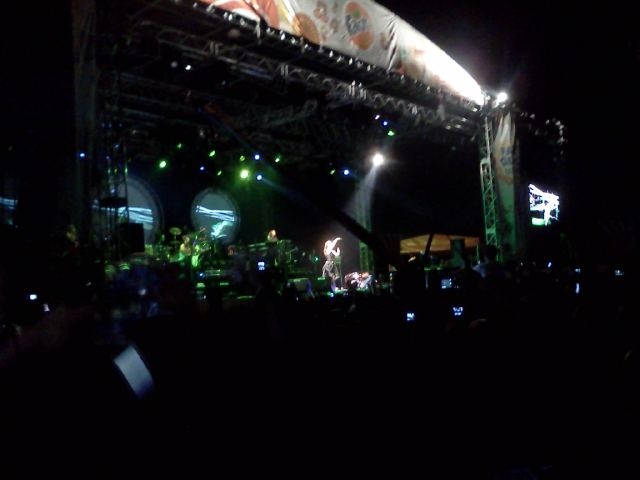
Concert de Şebnem Ferah lors du Festival d'Adana en août 2010

Elle sort son premier album solo Kadın (Femme) en décembre 1996 et se produit pour la première fois en concert en avril 1997 à l'Université d'Izmir. Bouleversée par la mort de sa sœur Aycan, elle ne sort son deuxième album Artık Kısa Cümleler Kuruyorum que deux ans plus tard. On y note la collaboration du groupe de métal turc Pentagram.
Un mois après la sortie de cet album, son père décède lors du tremblement de terre de Yalova, le 17 août 1999. La douleur de la perte de son père lui inspire des textes et des musiques plus profondes qui feront le succès de son troisième album Perdeler (Les rideaux) qui marque aussi sa collaboration avec le groupe de cello rock finlandais Apocalyptica.
Elle a depuis sorti quatre autres albums enregistrés en studio dont le dernier Benim Adım Orman (Mon nom est forêt), en décembre 2009.
Şebnem Ferah est actuellement accompagnée de Buket Doran (basse), Metin Türkcan (guitare électrique), Aykan İlkan (batterie) et Ozan Tügen (synthétiseur), qui ont contribué à toutes ses tournées et enregistrements studio depuis son troisième album Perdeler.

## Discographie
- Kadın (1996)
- Artık Kısa Cümleler Kuruyorum (1999)
- Perdeler (2001)
- Kelimeler Yetse (2003)
- Can Kırıkları (2005)
- Benim Adım Orman (2009)
- Özgürce Yaşa (2011)
- Od (2013)